# Katrin Siska

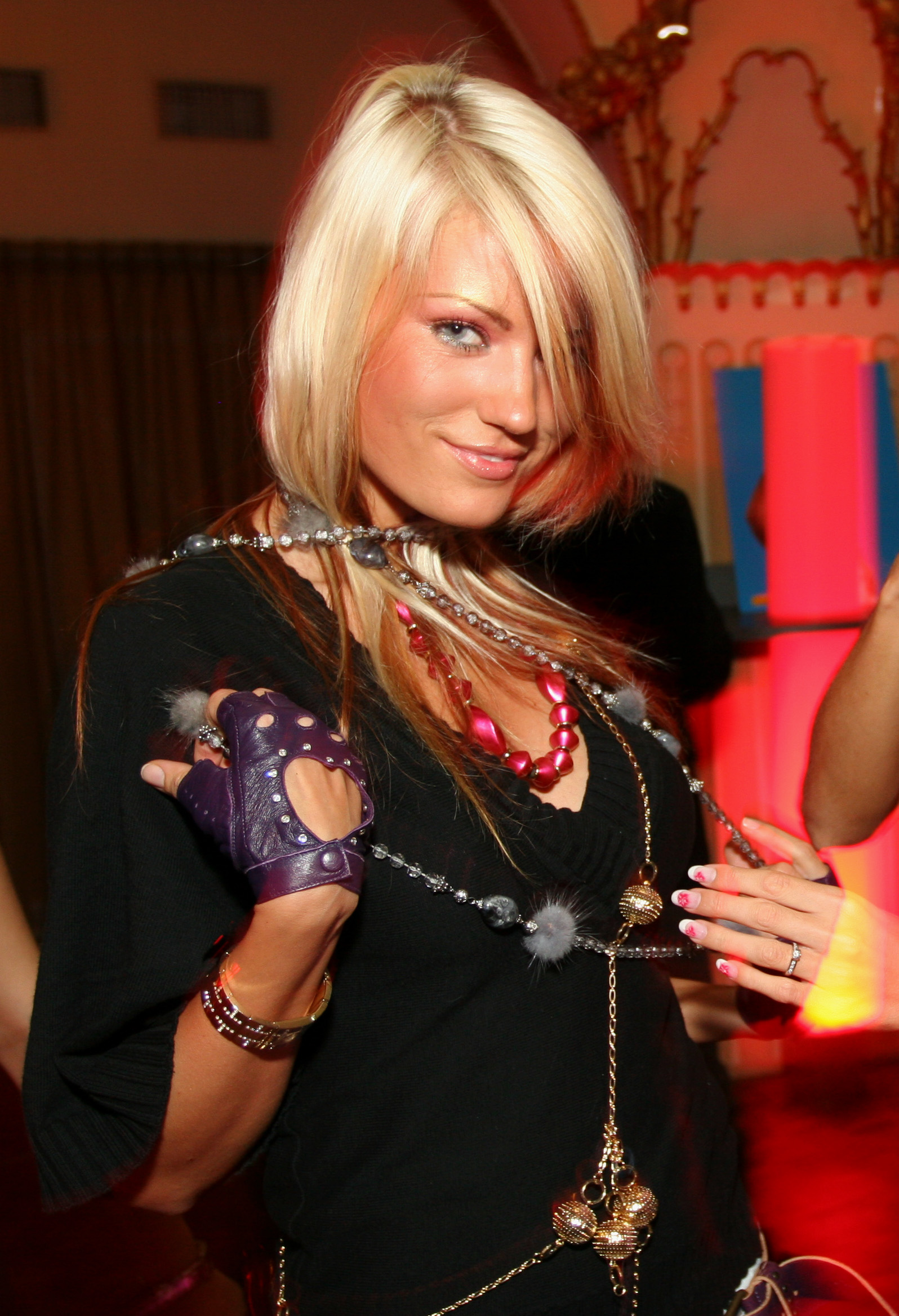
Katrin Siska (2007)

Katrin Siska (* 10. Dezember 1983 in Tallinn, Estnische SSR) ist neben Piret Järvis, Lenna Kuurmaa und Maarja Kivi eines der Gründungsmitglieder der Girlgroup Vanilla Ninja.

## Leben
In der Band spielte Siska Keyboard. Im Gegensatz zu ihren Bandmitgliedern Kuurmaa und Järvis beteiligte sie sich nicht an den Texten der Songs. Sie ging wie ihr Bandmitglied Järvis auf die Tallinn-Schule Nr. 21. Nach dem Abschluss studierte sie Buchhaltung. Sie spielt Piano und Keyboard und sang außerdem lange in verschiedenen Chören. Siska lief schon bei einigen estnischen Modenschauen mit (z. B.: FIBIT, Fashion Fusion) und arbeitete neben Vanilla Ninja auch schon als Model für Autowerbungen, Zeitschriften (wie z. B. FHM) und anderen Kampagnen. In Diskos trat sie mehrfach als DJ auf. Im Sommer 2008 moderierte sie eine estnische Fernsehsendung namens Navigare, in der die sportliche Keyboarderin das Surfen lernen möchte. Es geht in der Sendung auch ums Segeln. Sie engagiert sich seit August 2009 politisch für ihre Heimatstadt Tallinn in der Partei Keskerakond.
Siska, die Tochter eines Esten und einer Russin, spricht fließend Estnisch und Russisch.
Beim Comeback von Vanilla Ninja 2021 war Siska als Gründungsmitglieder wieder dabei und veröffentlichte das Album Encore sowie sechs Musikvideos und vier Singles. Am 25. Februar 2022 wurde in einem Statement der Band der Ausstieg von Katrin Siska bekannt.